# Rhynchodemus samperi
Rhynchodemus samperi is een platworm (Platyhelminthes). De worm is tweeslachtig. De soort leeft in of nabij zoet water.
Het geslacht Rhynchodemus, waarin de platworm wordt geplaatst, wordt tot de familie Geoplanidae gerekend. De wetenschappelijke naam van de soort werd voor het eerst geldig gepubliceerd in 1914 door de Zwitserse parasitoloog Otto Fuhrmann. Het is een van de nieuwe soorten die hij verzamelde op zijn expeditie samen met Eugène Mayor naar Colombia in 1910. De soort werd gevonden in de buurt van Bogota en Zipaquirá. De soort is genoemd naar J.-M. Samper, een ingenieur uit Bogota die de reizigers onderdak verschafte.
De worm is ongeveer 20 mm lang en 0,8 mm breed. De kleur is bruin met op de rug drie zwarte banden in de langsrichting; twee bredere aan de zijkanten en een dunne in het midden.